# Dare You to Move
Dare You to Move — второй сингл американской альтернативной рок-группы Switchfoot из дважды платинового альбома The Beautiful Letdown. Проигрывался на крупных каналах, таких как: MTV, VH1, FUSE TV и других. На пике популярности достиг 17 строчки в Billboard Hot 100, а также 9 позиции в чарте US Modern Rock и 4 строчки в U.S. Top 40 Charts, превзошёл первый сингл группы Meant to Live по популярности в чартах.
Композиция стала пятой на диске The Beautiful Letdown и долгое время была хитом, получив Золотой диск как музыкальный сингл в апреле 2005 года.

## Список композиций

### UK CD Single[3]
1. Dare You to Move
2. Monday Comes Around
3. Meant to Live (живое исполнение)

### UK 2-Cd Single[4]
CD 1
1. Dare You to Move
2. The Beautiful Letdown (живое исполнение)

CD 2
1. Dare You To Move (альбомная версия)
2. On Fire (живое исполнение)
3. Gone (живое исполнение)
4. Dare You To Move — Музыкальное видео

## Позиции в чартах
| Chart                                             | Position |
| ------------------------------------------------- | -------- |
| US Billboard Hot 100                              | #17      |
| US Modern Rock Tracks                             | #9       |
| US Top 40                                         | #4       |
| Pop 100                                           | #6       |
| US Hot Adult Contemporary/Adult Top 40            | #6       |
| US Hot Adult Contemporary/Adult Top 40 Recurrents | #4       |
| Adult Contemporary                                | #38      |
| VH1 Top 20 Countdown (music video)                | #2       |

## Песня в поп-культуре
- Появилась в фильме Спеши любить
- Песня появилась в ТВ-сериале Холм одного дерева.
- Песня использовалась в фильме История Золушки.